# Karup (Viborg)
Karup is een plaats en voormalige gemeente in de Deense regio Midden-Jutland, gemeente Viborg. De plaats telt 2240 inwoners (2008).
De Koninklijke Deense luchtmacht heeft een helikopterbasis op de lokale Luchthaven Karup.

## Voormalige gemeente
Bij de herindeling van 2007 werd de gemeente Karup bij Viborg gevoegd.
De oppervlakte bedroeg 162,61 km². De gemeente telde 6709 inwoners waarvan 3393 mannen en 3316 vrouwen (cijfers 2005).